# Alfred Reth
Alfred Reth (Budapest, 29 de febrer del 1884 – París, 17 de setembre del 1966) va ser un pintor hongarès nacionalitzat francès. Després d'un llarg viatge d'estudis per Itàlia, s'instal·là a París el 1905. Va ser un dels fundadors del cubisme.